# Adolf Bingel (Mediziner, 1901)
Adolf Abraham Gustav Bingel (* 5. Juli 1901 in Barmen; † 23. April 1982 in Houston, Texas) war ein deutsch-amerikanischer Internist, Neurologe und Psychiater. Er war Pionier der Elektrokrampftherapie bei psychiatrischen Erkrankungen und der Luft- und Raumfahrtmedizin.

## Leben
Bingel wurde im Jahre 1901 in Barmen (seit 1929 Stadtteil Wuppertals) als Sohn eines Kaufmanns geboren. Nach dem Abitur studierte er ab 1920 in Freiburg, später in Marburg Medizin. In Marburg trat Bingel der Verbindung Rheinfranken, seit 1925 Marburger Burschenschaft Rheinfranken bei, der er bis zu seinem Tode angehörte. Die Promotionsprüfung bestand er im Oktober 1925 an der Medizinischen Fakultät Marburg. Im Juli 1926 erhielt er die ärztliche Approbation.
Bereits während der Facharztausbildung für Innere Medizin in Frankfurt am Main und Bremen hatte er ein besonderes Interesse an der Neurologie. Ab 1931 arbeitete er vorübergehend in der Neurologischen Abteilung des Allgemeinen Krankenhauses St. Georg in Hamburg, deren Leitung er 1934 nach einem Forschungsaufenthalt am Physiologischen Institut der Universität Leipzig kommissarisch übernahm. Im Jahre 1935 wechselte er an die Neurologische Klinik Hamburg-Eppendorf. Im selben Jahre heiratete er die promovierte Ärztin Elisabeth Gättsche.
Im März 1937 trat Bingel die Stelle eines Oberarztes an der Psychiatrischen- und Nervenklinik der Universität Erlangen unter Friedrich Meggendorfer an. Nach der Habilitation wurde er dort im Mai 1940 zum Privatdozenten für Psychiatrie und Neurologie ernannt.
Als Stabsarzt der Luftwaffe wurde Bingel am 1. September 1943 mit dem Kriegsverdienstkreuz erster Klasse mit Schwertern ausgezeichnet. Neben seiner Tätigkeit als Leiter der Fliegeruntersuchungsstelle in Norwegen wurde er im Herbst 1944 als einziger Psychiater zur vertretungsweisen Wahrnehmung der Geschäfte des „Wehrbetreuungs-Sanitätsoffiziers“ befohlen. Im Januar 1945 wurde Bingel zurück in das Deutsche Reich versetzt und im November desselben Jahres von der Militärregierung aus seiner universitären Stellung entlassen, aber im Anschluss beim Luftfahrtmedizinischen Stab der amerikanischen Streitkräfte unter Hubertus Strugold in Heidelberg eingesetzt. Von der Spruchkammer Heidelberg wurde er im Jahre 1948 als Mitläufer eingestuft.
Bereits 1946 war Bingel im Rahmen der Operation Paperclip in die USA verschifft worden. 1947 erhielt er eine offizielle Einladung der Vereinigten Staaten zur fachärztlichen und wissenschaftlichen Tätigkeit an der School of Aviation Medicine in Randolf Field, Texas.
Ab 1950 war er Oberarzt am Brooke Army Hospital Fort Sam/Houston. 1954 wurde er Chefarzt der Neurologischen Abteilung des VA Hospitals in Houston und Associate Professor of Neurology am College of Medicine der Baylor University in Houston.
Am 28. September 1957 wurde Bingel von der Universität Erlangen der Titel „Dozent a. D.“ verliehen.
Bingel starb am 23. April 1982 im Alter von 81 Jahren in Houston, Texas.

## Wirken
Im Rahmen seiner Habilitationsarbeit führte Bingel Untersuchungen zur zirkadianen Rhythmik des Elektrodermogramms (EDG) durch. Er beobachtete dabei Schwankungen der elektrischen Zellgrenzladungen, die von der Tageszeit, aber auch vom psychischen Zustand der Untersuchten abhingen.
Nach Vorarbeiten durch Cerletti und Bini in Italien trat Bingel im September 1939 an die Siemens-Reiniger-Werke in Erlangen heran und fragte an, ob die Firma eine „entsprechende Apparatur“ „zur Nachprüfung der italienischen Arbeiten“ bauen wolle. Daraus entwickelte sich eine mehrjährige Kooperation, aus der ein Gerät zur Krampfauslösung und (in Zusammenarbeit mit Friedrich Meggendorfer) im Jahre 1939 die erste Elektrokrampftherapie an der Erlanger Universitäts- und Nervenklinik hervorgingen. Bingel und Meggendorfer begleiteten die Anwendung in mehreren wissenschaftlichen Arbeiten.
Später arbeitete Bingel zu Untersuchungsmethoden in der Luftfahrtmedizin, zur Sauerstoffversorgung in der Luft- und Raumfahrt und zur Neuroendokrinologie.

## Schriften (Auswahl)
- A. Bingel: Beziehungen des Diabetes zu Erkrankungen der Gallenwege. In: Münch Med Wochenschrift. 12, 1930, S. 481–482.
- A. Bingel: Erfahrungen mit der Insulin- und Cardiazolbehandlung der Schizophrenie. In: Psychiatrisch-Neurologische Wochenschrift. 40, 1938, S. 299–301.
- A. Bingel: Über die Tagesrhythmik Geisteskranker dargestellt am Elektrodermogramm. In: Zeitschrift für die gesamte Neurologie und Psychiatrie. 170, 1940, S. 404–440.
- A. Bingel, F. Meggendorfer: Über die ersten deutschen Versuche einer Elektrokrampfbehandlung der Geisteskrankheiten. In: Psychiatrisch-Neurologische Wochenschrift. 42(5), 1940, S. 41–43.
- A. Bingel, H. Maier-Leibnitz: Investigations of handwriting-pressure. In: Q Res Rep. 3, Okt 1947, S. 12. PMID 18909050.
- I. Schmidt, A. Bingel: Effect of oxygen lack on color saturation thresholds. In: Q Res Rep. 60, 1. Jan-31. Mar 1948, S. 12. PMID 18912246.
- A. Bingel: Reading epilepsy. In: Neurology. 7(11), Nov 1957, S. 752–756. PMID 13483831.